# لوندین پترولیوم

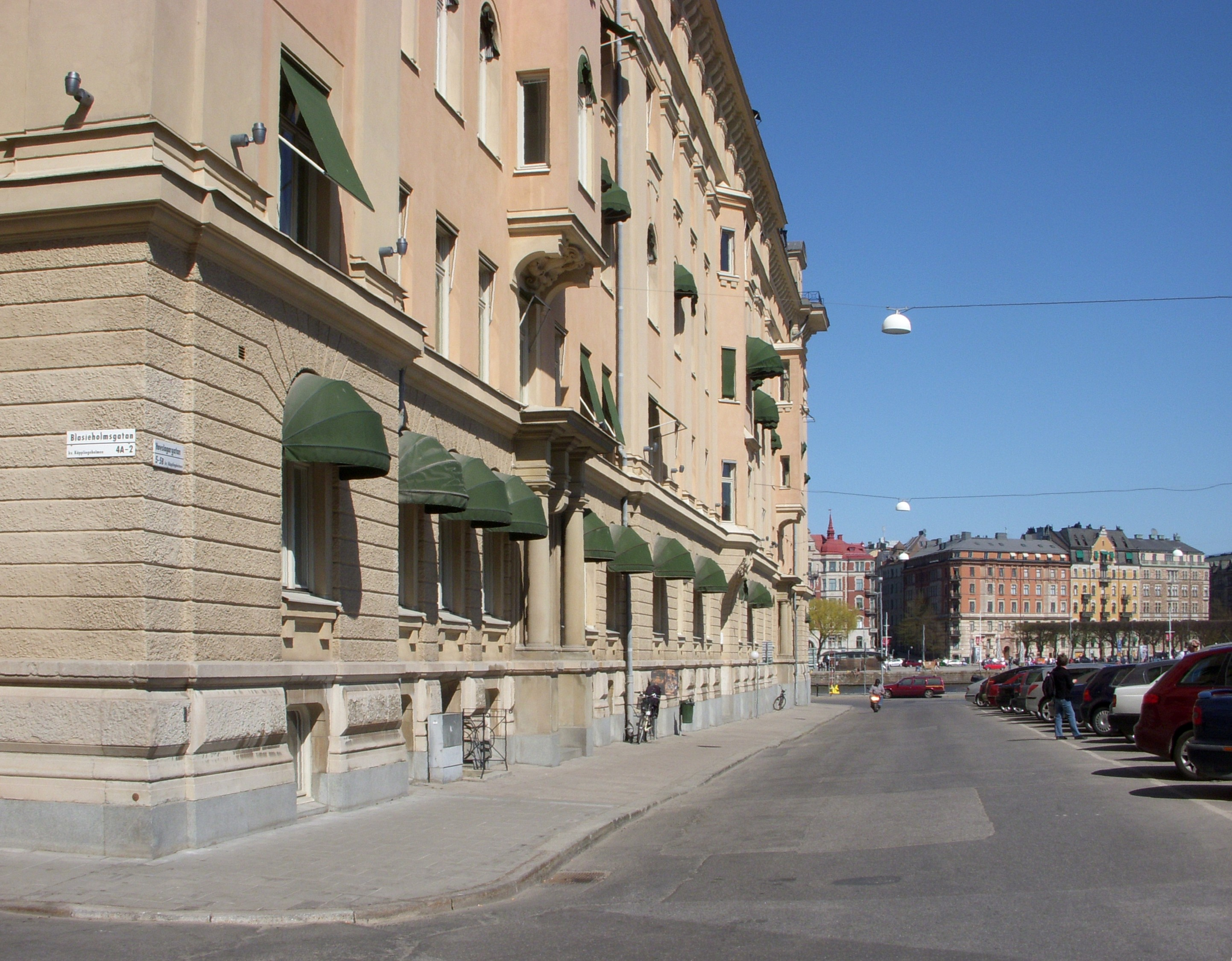
ساختمان مرکزی لوندین پترولیوم در استکهلم

لوندین پترولیوم (به سوئدی: Lundin Petroleum) شرکت نفتی سوئدی است، که در سال ۲۰۰۱ توسط آدولف اچ. لوندین در شهر استکهلم، سوئد تأسیس شد.
این شرکت در زمینه اکتشاف و تولید نفت خام و گاز طبیعی فعالیت می‌کند. بخشی از سهام شرکت لوندین در بازار بورس اوراق بهادار استکهلم معامله می‌شود.